# Cabo Delgado

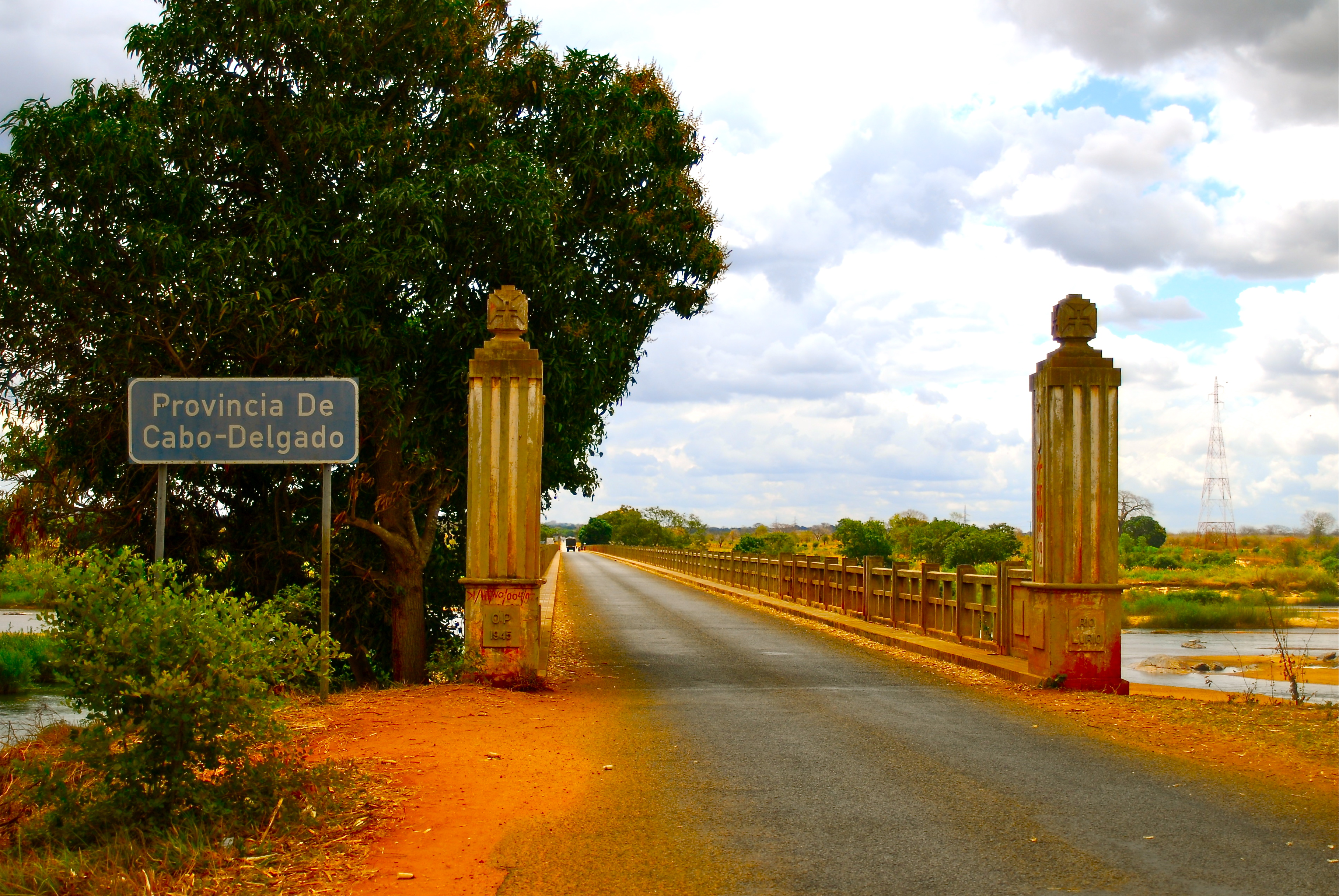

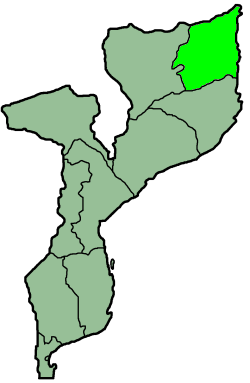
Karta över Moçambique med Cabo Delgado markerat i klargrönt.

Cabo Delgado är en provins i nordöstra Moçambique. Den gränsar i norr till Tanzania och har kust mot Indiska oceanen i öster. Provinsen har en yta på 82 625 km² och ett invånarantal på 1 632 809 (2007). Huvudstaden är Pemba.
Sedan hösten 2017 pågår ett islamistiskt uppror i provinsen, lett av grupper som  Ansar al-Sunna och 
Islamiska statens Centralafrika-provins.

## Administrativ indelning
Provinsen är indelad i sexton distrikt och en stad. 
- Distrikt:
  - Ancuabe, Balama, Chiúre, Ibo, Macomia, Mecúfi, Meluco, Mocimboa da Praia, Montepuez, Mueda, Muidumbe, Namuno, Nangade, Palma, Pemba-Metuge, Quissanga
- Stad:
  - Pemba